# Erich Kunz
Erich Kunz (Vienna, 20 maggio 1909 – Vienna, 8 settembre 1995) è stato un baritono austriaco.

## Biografia
Erich Kunz ha studiato a Vienna con Lierhammer e Duhan, e fece il suo debutto in fase Opava, come Osmin in Il ratto dal serraglio, nel 1933. Poi intraprese la carriera da baritono. Il suo debutto come baritono avvenne alla Staatsoper di Vienna nel 1940, dove si è stabilito rapidamente come grande interprete di Richard Strauss e Richard Wagner, ma in particolare come uno specialista di Wolfgang Amadeus Mozart in ruoli di baritono buffo come Figaro, Leporello, Guglielmo, Papageno, ruolo che ha anche cantato al Aix-en-Provence Festival. Egli ha fatto dei clienti presso le apparenze all'Opera di Parigi, e ha cantato al Metropolitan Opera di New York negli anni 1952-1954. Egli era ancora sul palco Opera di Stato di Vienna, fino alla fine degli anni '80. Erich Kunz divenne poi divenne il più famoso e il più popolare fra tutti i suoi colleghi baritoni buffi (lui e Walter Berry). Erich Kunz si trova sepolto in onorario dedicato a Vienna, allo Zentralfriedhof (Gruppo 40, numero 174).

## Discografia
Le nozze di Figaro: Figaro
- Clemens Krauss 1942 (live, in tedesco, Salisburgo)-> Braun, Hotter, Beilke, Sommerschum
- Herbert von Karajan 1950 (studio, Vienna)-> Schwarzkopf, London, Seefried, Jurinac.
- Ferenc Fricsay 1951 (live, in tedesco, Cologne)-> Grümmer, Schöffler, Güden, Schlemm.
- Wilhelm Furtwängler 1952 (live, in tedesco, Salisburgo)-> Schwarzkopf, Schöffler, Seefried, Güden.
- Karl Böhm 1957 (live, Salisburgo)-> Schwarzkopf, Fischer-Dieskau, Seefried, Ludwig.

Don Giovanni: Leporello
- Leopold Ludwig 1950 (live, Amburgo)-> Schöffler, Martinis, Danco, Dermota, Hoffmann, Neidlinger, Hofmann.
- Wilhelm Furtwängler 1950 (live, Salisburgo)-> Gobbi, Welischt, Schwarzkopf, Dermota, Seefried, Poell, Greindl.
- Karl Böhm 1954 (live, Vienna)-> London, Grümmer, Jurinac, Simoneau, Emmy, Harald, Weber.
- Karl Böhm 1955 (live, in tedesco, Vienna)-> London, Della Casa, Jurinac, Dermota, Seefried, Berry, Weber.
- Michael Gielen 1960 (live, Lisbona)-> Wächter, Stich-Randall, Caballé, Kmentt, Otto, Peter, Hoffmann.
- Josef Krips 1964 (live, Parigi)-> Ghiaurov, Stich-Randall, Curtin, Kraus, Panni, Uppman, Marangoni.

Così fan tutte: Guglielmo
- Fritz Busch 1951 (live, Glyndebourne)-> Jurinac, Thebom, Noni, Lewis, Borriello.
- Karl Böhm 1954 (live, Vienna)-> Seefried, Hermann, Otto, Dermota, Schöffler.
- Karl Böhm 1955 (studio, Vienna)-> Della Casa, Ludwig, Loose, Dermota, Schöffler (Decca).

Die Zauberflöte: Papageno
- Herbert Von Karajan 1950 (studio, Vienna)-> Dermota, Seefried, Weber, Lipp.
- Wilhelm Furtwängler 1951 (live, Salisburgo)-> Dermota, Seefried, Greindl, Lipp.
- Herbert Von Karajan 1962 (live, Vienna)-> Gedda, Lipp, Frick, Hallstein.
- Joseph Keilberth 1964 (live, Colonia)-> Schock, Stich-Randall, Greindl, Lipp.

Die Zauberflöte: Secondo Sacerdote
- Bernard Haitink 1975 (studio, Vienna)-> Jerusalem, Popp, Bracht, Gruberova, Brendel, Kmentt.

Der barbier von Seville: Bartolo
- Karl Böhm 1966 (live, in tedesco, Vienna)-> Wächter, Wunderlich, Grist, Konetzni

Der Rosenkavalier: Faninal
- Herbert Von Karajan 1952 (live, Milano)-> Schwarzkopf, Jurinac, Della Casa, Edelmann
- Herbert Von Karajan 1959 (live, Salisburgo)-> Della Casa, Ludwig, Güden, Edelmann
- Herbert Von Karajan 1960 (live, Salisburgo)-> Schwarzkopf, Jurinac, Rothenberger, Edelmann (DVD Emi)

Falstaff: Pistola
- Leonard Bernstein 1965 (studio, Vienna)-> Fischer-Dieskau, Panerai, Ligabue, Sciutti, Dickie.

Die Meistersinger von Nürnberg: Beckmesser
- Karl Böhm 1944 (live, Vienna)-> Schöffler, Alsen, Seefried, Schürhoff, Seider, Klein.
- Herbert Von Karajan 1952 (live, Bayreuth)-> Edelmann, Dalberg, Schwarzkopf, Hopf, Malaniuk, Unger.
- Fritz Reiner 1955 (live Vienna)-> Schöffler, Frick, Seefried, Beirer, Anday, Dickie.

Eine Nacht in Venedig (operetta): Delacqua
- Eichhorn/Schmidt/Migenes/Kunz, 1973 (DVD Deutsche Grammophon)

Die Fledermaus: Frank 
- Theodor Guschlbauer (Vienna State Opera, 1980) Bernd Weikl/Lucia Popp/Walter Berry/Edita Gruberová, (Arthaus Musik/Naxos)

## Filmografia

### Cinema
- La casa delle tre ragazze (Das Dreimäderlhaus), regia di Ernst Marischka (1958)